# Michael Duff
Michael James Duff (Belfast, Irlanda del Norte, 11 de enero de 1978) es un exfutbolista y entrenador de fútbol británico. Actualmente está sin club.
Como jugador se desempeñó en la posición de defensa y pasó gran parte de su carrera en el Burnley F. C. donde jugó 383 partidos hasta su retiro en 2016.

## Carrera

### Como jugador

#### Cheltenham Town
A los 16 años, Duff jugó para el Carterton Town y fue descubierto por el cazatalentos del Cheltenham Town, Derek Bragg. Duff asistió a una prueba en Cheltenham antes de hacer varias apariciones con su primer equipo en la Southern Football League.
Después de un período de préstamo en Cirencester Town, Duff regresó a Cheltenham cuando Steve Cotterill asumió el cargo de entrenador. En la primera temporada completa de Duff en el club, Cheltenham fue ascendido de la Southern League antes de ganar el FA Trophy en Wembley en 1998. Al año siguiente, Duff anotó un gol de la victoria en el minuto 93 contra el Yeovil Town para promover a Cheltenham a la Football League.
Cheltenham volvió a obtener el ascenso en 2002, con Duff jugando como central en el equipo, habiendo jugado anteriormente como lateral derecho. El mismo año, disputó su primer partido internacional con Irlanda del Norte. El Cheltenham descendió la temporada siguiente, pero posteriormente volvió a ascender a Tercera División.

#### Burnley
En 2004, Duff fue traspasado por £30,000 al Burnley en el Championship y se convirtió en titular habitual del club, pasando cinco temporadas consecutivas en la misma categoría. A los 29 años, sufrió una grave lesión en la rodilla cruzada contra el Crystal Palace en Turf Moor durante la temporada 2007-08. La lesión le hizo perderse cinco meses de fútbol, pero volvió al final de la temporada.
La temporada siguiente, el club ascendió a la Premier League tras vencer al Sheffield United en la final de los play-offs. Duff jugó en el partido, que puso fin a la ausencia de 33 años del Burnley de la máxima categoría. Después de completar su debut en la Premier, logró jugar en los ocho primeros niveles del fútbol inglés.
El equipo descendió en 2010, pero Duff permaneció con el equipo. Volvieron a ascender en 2014 antes de sufrir otro descenso al año siguiente. Duff se retiró de jugar profesionalmente al final de la temporada 2015-16, a los 38 años, después de haber ayudado al Burnley a ganar el título del Championship y ascender nuevamente a la Premier League. Como resultado, se convirtió en el segundo futbolista, después de Neil Clement del West Bromwich Albion, en ascender a la Premier en tres ocasiones con el mismo club.

#### Selección nacional
Fue internacional absoluto con la Selección de fútbol de Irlanda del Norte, donde jugó 24 partidos oficiales. Participó en partidos recordados para su país como la victoria por 1-0 sobre Inglaterra en 2005 y la victoria por 3-2 sobre España en 2006, antes de retirarse del fútbol internacional en 2012.

### Como entrenador
Después de retirarse del juego, Duff dirigió al equipo sub-18 del Burnley en 2016 antes de convertirse en entrenador del equipo sub-23 en 2017. También trabajó con el primer equipo, viajando con el club a varios partidos de la UEFA Europa League en 2018.

#### Cheltenham Town
El 10 de septiembre de 2018, Duff fue nombrado entrenador de su antiguo club Cheltenham Town en la League Two, su primer puesto directivo. En su segunda temporada, aseguró la primera promoción automática del club en la Football League luego de empatar 1-1 ante el Carlisle United el 27 de abril de 2021. Posteriormente, fue nombrado el mejor Entrenador de la temporada de la EFL League Two 2020-21 y Cheltenham terminó la temporada en el primer lugar.
Luego, Duff llevó al equipo a su mejor resultado en la liga en la temporada 2021-22 al finalizar en el 15.º puesto de la League One. En junio de 2022, después de cuatro años en el club, informó que deseaba dejar el club en busca de nuevas oportunidades.

#### Barnsley
El 15 de junio de 2022 fue nombrado entrenador del Barnsley F. C., equipo recientemente relegado a la League One, con un contrato de tres años. Llevó al club a la final de los play-offs al final de la temporada, perdiendo 1-0 ante el Sheffield Wednesday en la prórroga.

#### Swansea City
Fue nombrado entrenador del Swansea City A. F. C. el 22 de junio de 2023. El 4 de diciembre, tras haber sumado una única victoria en los anteriores ocho encuentros, fue destituido con el equipo en 18.ª posición de la EFL Championship.

#### Huddersfield Town
En mayo de 2024, fue oficializado como entrenador del Huddersfield Town y firmó un contrato hasta 2027.Sin embargo, en marzo de 2025, fue relevado de sus funciones después de una serie de malos resultados en la EFL League One.

## Clubes

### Como jugador
| Club                            | País       | Año       |
| ------------------------------- | ---------- | --------- |
| Cheltenham Town F. C.           | Inglaterra | 1996-2004 |
| Cirencester Town F. C. (cedido) | Inglaterra | 1996-1997 |
| Burnley F. C.                   | Inglaterra | 2004-2016 |

### Como entrenador
| Club              | País       | Año       | PJ  | PG  | PE | PP  | Efectividad |
| ----------------- | ---------- | --------- | --- | --- | -- | --- | ----------- |
| Cheltenham Town   | Inglaterra | 2018-2022 | 203 | 82  | 60 | 61  | 50.25%      |
| Barnsley          | Inglaterra | 2022-2023 | 58  | 32  | 9  | 17  | 60.34%      |
| Swansea City      | Gales      | 2023      | 21  | 6   | 6  | 9   | 38.1%       |
| Huddersfield Town | Inglaterra | 2024-2025 | 43  | 20  | 7  | 16  | 51.94%      |
| Total             | Total      | Total     | 325 | 140 | 82 | 103 | 51.49%      |

## Palmarés

### Como jugador

#### Campeonatos nacionales
| Título                       | Club                  | País       | Año     |
| ---------------------------- | --------------------- | ---------- | ------- |
| FA Trophy                    | Cheltenham Town F. C. | Inglaterra | 1997-98 |
| Football League Championship | Burnley F. C.         | Inglaterra | 2015-16 |

### Como entrenador

#### Campeonatos nacionales
| Título                      | Club                  | País       | Año     |
| --------------------------- | --------------------- | ---------- | ------- |
| English Football League Two | Cheltenham Town F. C. | Inglaterra | 2020-21 |